# Simeonkirche (Gohfeld)

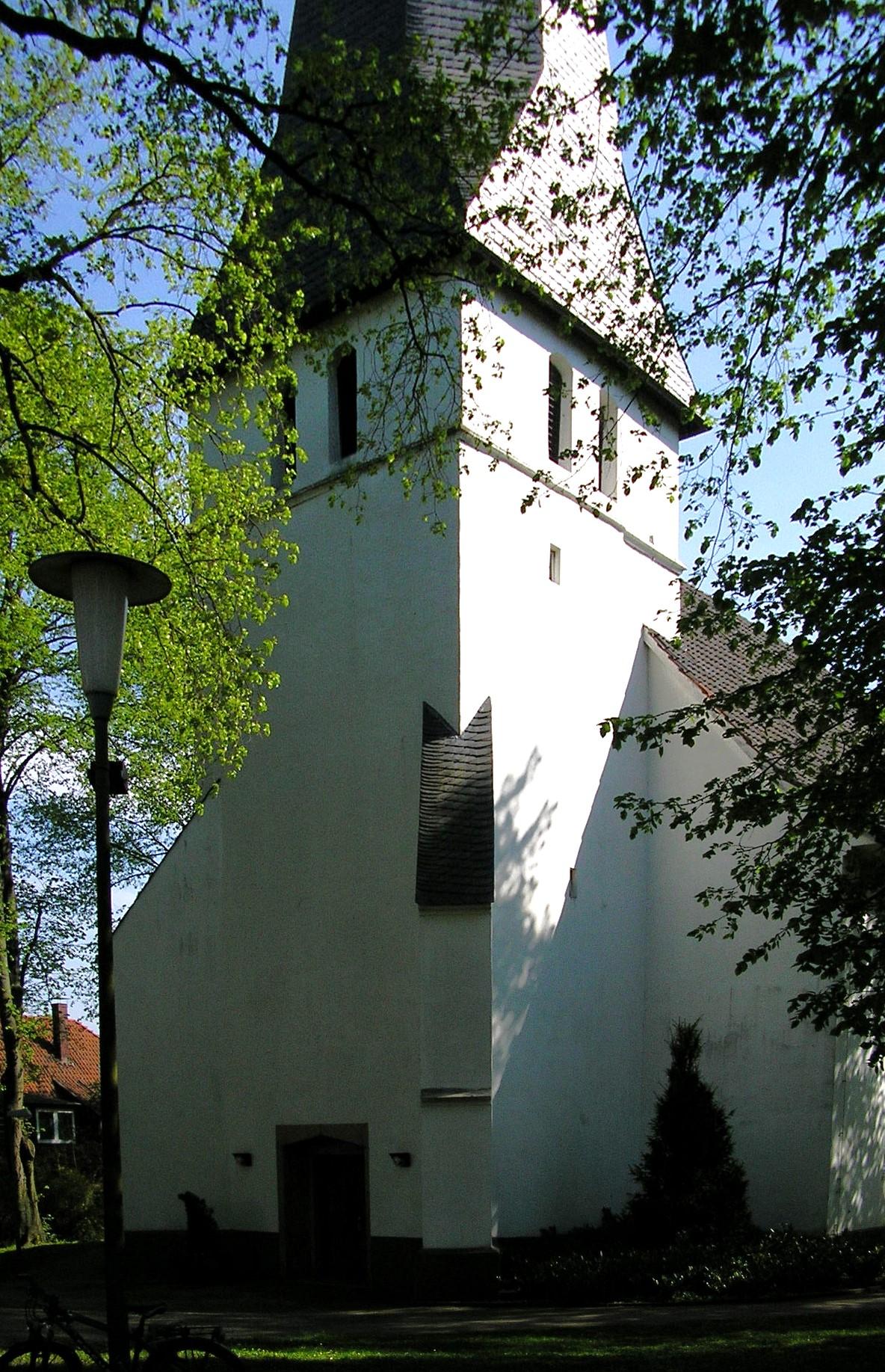
Kirchturm von Südwesten

Die Simeonkirche im Löhner Stadtteil Gohfeld ist die Pfarrkirche der evangelisch-lutherischen Kirchengemeinde Gohfeld, die dem Kirchenkreis Vlotho der Evangelischen Kirche von Westfalen angehört.
Das heutige barocke Kirchengebäude besteht seit 1735, der Turm entstammt wahrscheinlich der Spätgotik. Den Namen des Propheten Simeon erhielt die Kirche allerdings erst 1985 anlässlich des 950-jährigen Jubiläums der Kirchengemeinde. Das ursprüngliche Patrozinium ist nicht mehr bekannt.

## Geschichte

### Gründung und Vorgängerbauten
Die erste urkundliche Erwähnung einer Kirche im heutigen Gohfeld stammt aus dem Jahr 1035. Damals weihte der Mindener Bischof Sigebert ein neues Kirchengebäude, über dessen Baugeschichte und Architektur nichts bekannt ist. Ebenfalls unklar ist, ob diese Kirche sich bereits an der Stelle der heutigen Simeonkirche befand und ob gleichzeitig auch eine eigene Pfarrei gegründet wurde. Ab dem 14. Jahrhundert ist ein Kirchspiel Jöllenbeck belegt, das ab dem 17. Jahrhundert als Kirchspiel Gohfeld bezeichnet wurde.
Die erste Gohfelder Kirche, deren Neubau schriftlich belegt ist, wurde 1611 errichtet. Sie war im frühbarocken Stil gestaltet und kleiner als die heutige Kirche.

### Das heutige Kirchengebäude
Bereits 100 Jahre nach ihrem Bau war die 1611 errichtete Kirche baufällig geworden. Außerdem war die Bevölkerungszahl des Kirchspiels so stark angestiegen, dass der Neubau eines größeren Kirchengebäudes nötig wurde. 1711 bat die Kirchengemeinde dafür bei der preußischen Regierung um finanzielle Unterstützung.
Im Jahr 1734 schenkte König Friedrich Wilhelm I. 1.699 Reichstaler für den Neubau der Kirche. Am 25. Mai 1734 wurde der Grundstein gelegt, die Kirchweihe fand am 23. März 1735 statt. Das spätbarocke Kirchenschiff besteht bis heute fast unverändert.

### Der Turm

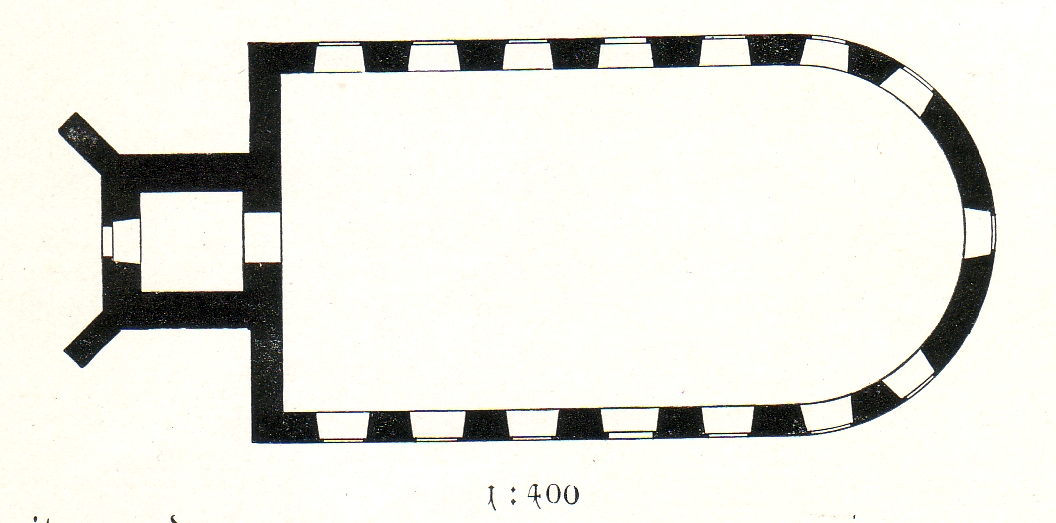
Grundriss der Simeonskirche

Der durch seine massiven Strebepfeiler charakterisierte Turm existierte bereits vor dem Kirchenneubau von 1611. Seine genaue Bauzeit ist aber unklar, da das Mauerwerk noch nicht untersucht worden ist. Möglicherweise hat er einen romanischen Ursprung, er könnte dann aus der Gründungszeit der Kirchengemeinde stammen. Als wahrscheinlicher gilt, dass der Turm um das Jahr 1500 im spätgotischen Stil errichtet wurde. Einen gotischen Ursprung vermutete auch Albert Ludorff im Jahr 1908.
Eine Inschrift in seiner Eingangshalle besagt die Renovierung des Turms im Jahr 1613. Vorausgegangen war der Einsturz des alten Turmhelms durch einen Sturm, möglicherweise während des Kirchenneubaus. 1631 brannte der Turm nach einem Blitzeinschlag teilweise ab. Nach einer dieser beiden Beschädigungen erhielt der Turm seine heutige Gestalt.

## Architektur

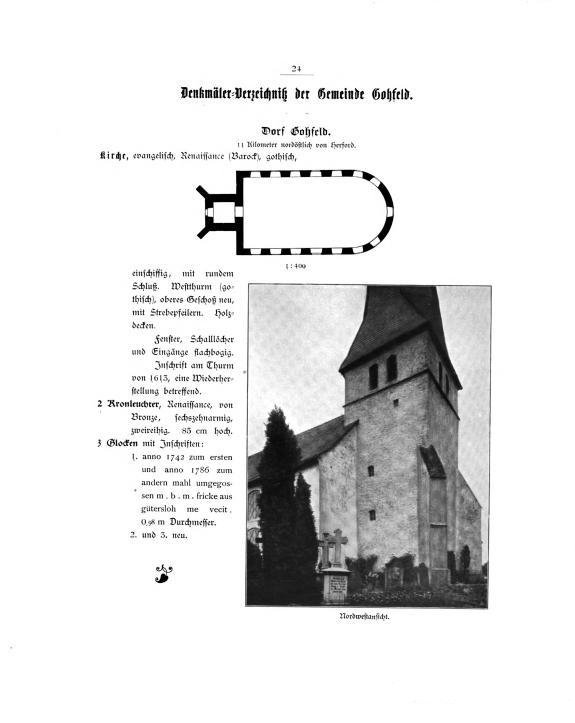
Beschreibung der Kirche aus dem Jahr 1908

Die Simeonkirche ist eine Saalkirche mit rundem Chorschluss im Osten. In der Mitte der Westseite schließt sich der Turm an. Die Fenster am Schiff und die Schalllöcher am Turm sind flachbogig. Ebenfalls flachbogig waren die Portale an der Nord- und Südseite, die seit einer Renovierung 1958/1959 nicht mehr erkennbar sind. Zwischen 1907 und 1958 war östlich am Chor eine Sakristei angebaut.

## Ausstattung
Die ältesten in der Kirche erhaltenen Stücke sind die Kronleuchter aus Bronze in der Mitte des Kirchenschiffs. Sie stammen aus der Renaissance und hingen vielleicht schon im Vorgängerbau von 1611. Der überwiegende Teil der Ausstattung ist jedoch im 20. Jahrhundert entstanden.